# Nissan Cube
La Nissan Cube est une petite voiture polyvalente fabriquée par le constructeur japonais Nissan qui était, à l’origine, exclusivement destinée au marché japonais, avant d'être vendue en Amérique du Nord puis en Europe.

## Z10: Première génération (1998 - 2002)

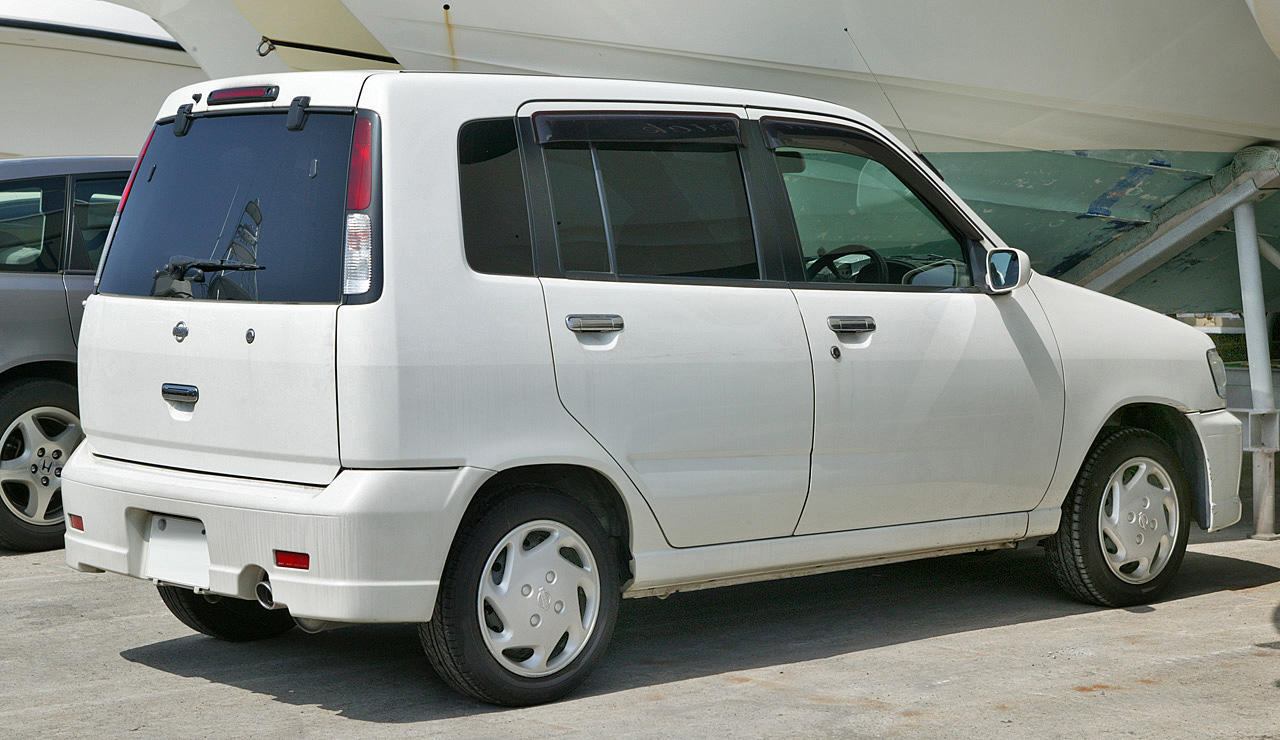
Nissan Cube, première génération

La première génération de Cube (nom de code Z10) est lancée au Japon en 1998.
Elle ne remplace alors aucun modèle dans la gamme et s'ajoute aux autres Nissan déjà existantes.
Cette petite 5 portes dont le nom colle bien au style est construite sur la même plate-forme que la Nissan March (Nissan Micra en Europe) ; elle en reprend aussi le moteur 1,3 litre. Avec une boîte CVT et un système à 4 roues motrices proposés en option, le Cube constitue alors une alternative à ceux qui désirent une voiture légèrement plus spacieuse que la March, mais moins encombrante que la Sunny.
Bien que plus chère que la March pour un gabarit extérieur équivalent (3,75 m contre 3,72 m), la Cube connaît immédiatement un gros succès au Japon. Au point de surprendre le constructeur lui-même qui lui étudiera logiquement une descendante.

## Z11: Deuxième génération (2002 - 2008)

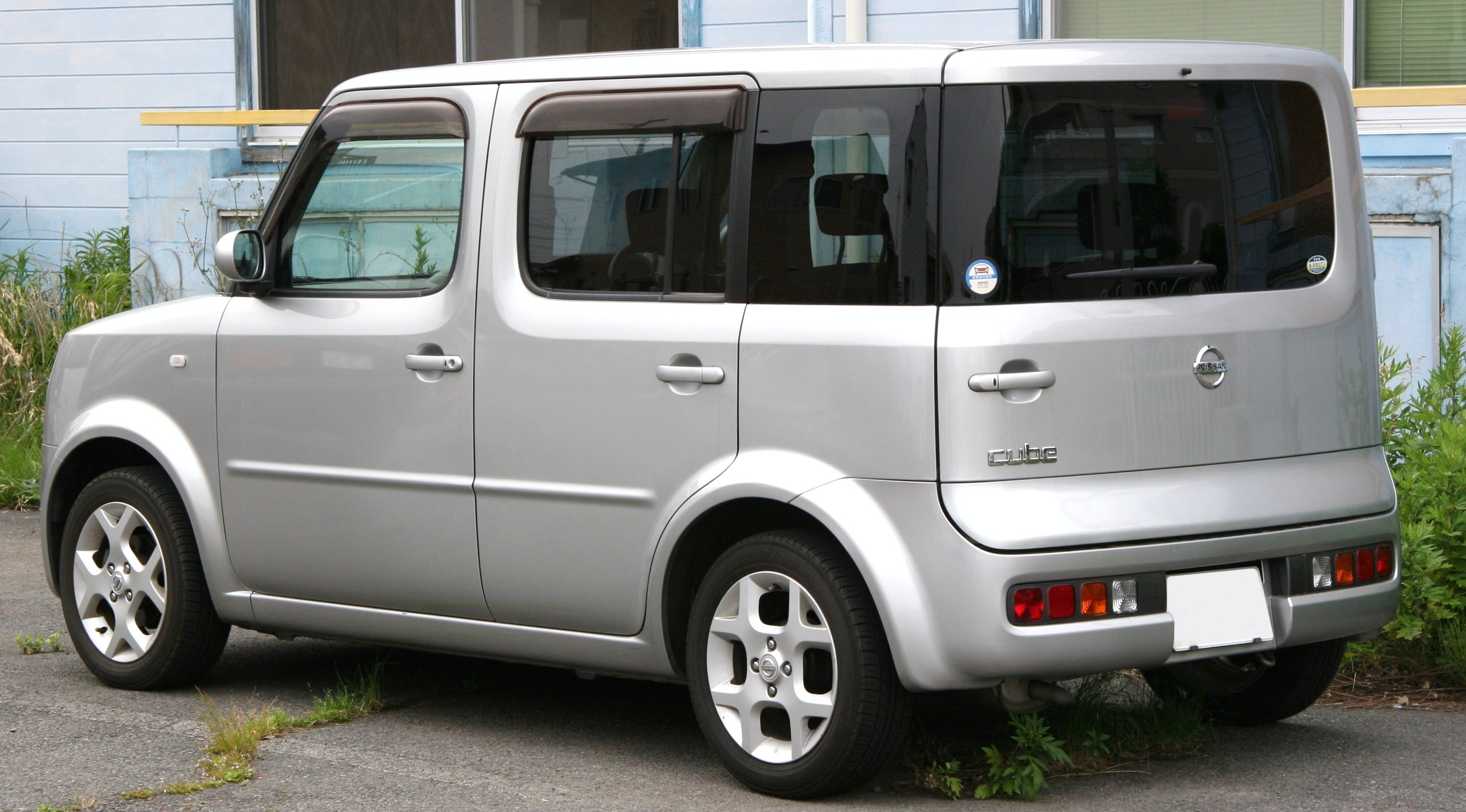
Nissan Cube, deuxième génération

La Cube de deuxième génération, lancé fin 2002, offre un habitacle plus spacieux que celui de la version antérieure. Combinant surfaces angulaires et courbes modernes, cette deuxième mouture est basée sur la March (nom de la Nissan Micra au Japon), la Nissan Note, la Renault Clio III et la Renault Modus. Elle dispose d'un moteur 4 cylindres en ligne essence de 1,4 litre. Proposée en boîte automatique 4 vitesses ou à variateur CVT, la Cube se décline, à partir de la fin 2003, en une version allongée capable d'accueillir 7 passagers. La longueur de cette exécution appelée Cube3 (Cube-cubic ou cube-cube) passe alors de 3,73 m à 3,90 m, et l'empattement progresse d'autant.
En 2005, la famille Cube est restylée, adopte un nouveau moteur HR de 1,5 litre de la Nissan Tiida, et est également livrable avec le nouveau système "e4RM" qui achemine la puissance aux roues arrière lorsque les roues avant patinent.
Cette deuxième génération de Cube a connu un début de carrière très fort au Japon, devenant, en 2003 et 2004, la Nissan la plus diffusée au pays du Soleil levant. Nissan Europe a ensuite étudié la possibilité de commercialiser ce modèle en Europe. Mais les tests n'étaient pas assez convaincants compte tenu des importantes modifications qu'il fallait y apporter : mettre le volant à gauche, installer une boîte manuelle, éventuellement un diesel et inverser les panneaux de carrosserie arrière, qui sont asymétriques (vitre de custode côté gauche, panneau à droite), ainsi que l'ouverture du hayon...

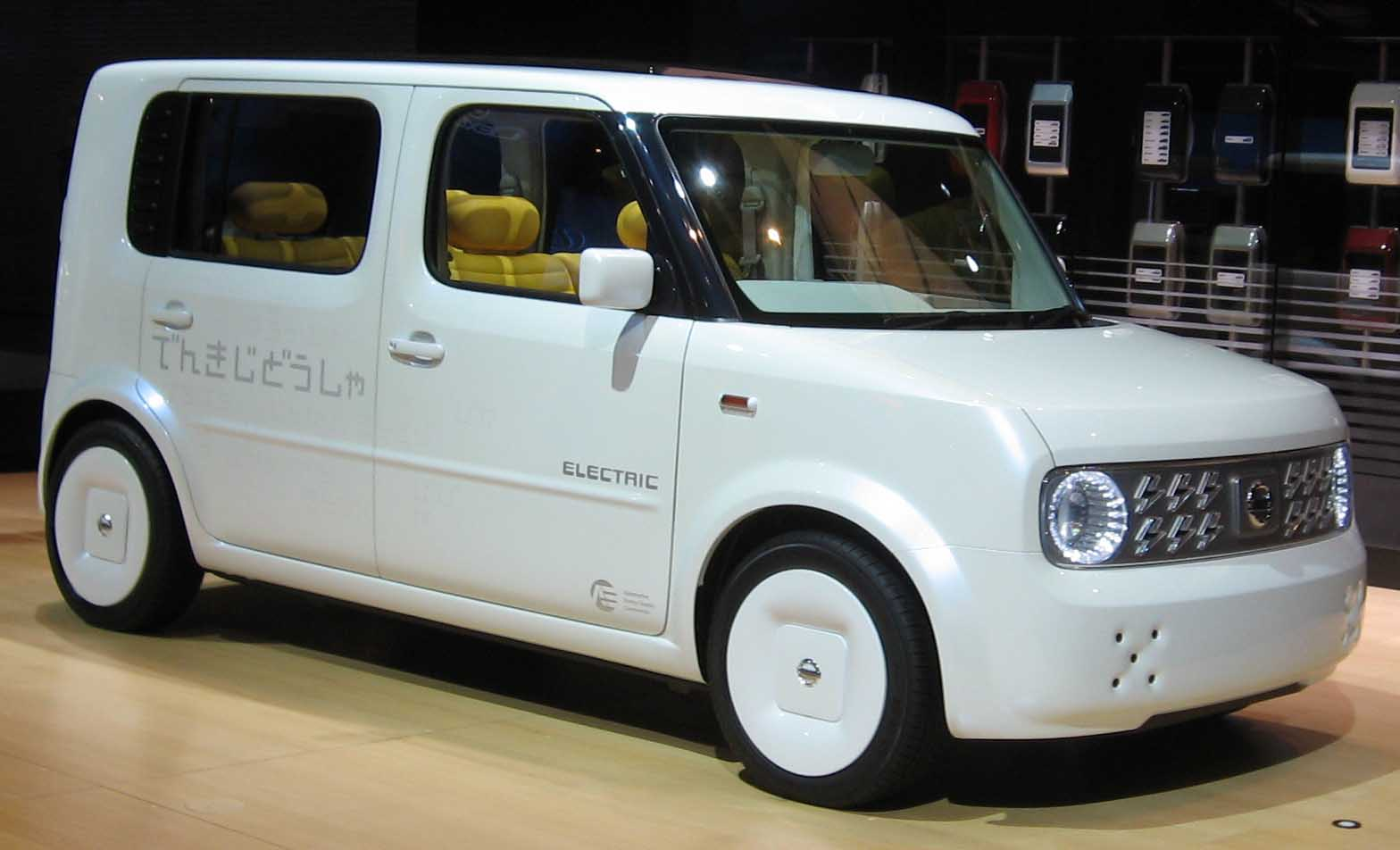
Nissan Denki Cube Concept

En mars 2008, Nissan présentait le concept car Denki Cube ("denki" signifie "électrique" en japonais) au Salon international de l’auto de New York. Le Denki est un véhicule électrique qui fonctionne grâce à une batterie au lithium-ion. Ces batteries compactes, produisent deux fois plus d’énergie que les batteries cylindriques traditionnelles du même type. Nissan confirmait ainsi son intention de se lancer dans le "tout-électrique" à partir de 2010 (mais pas nécessairement avec la Cube).

## Z12: Troisième génération (2008 - 2020)

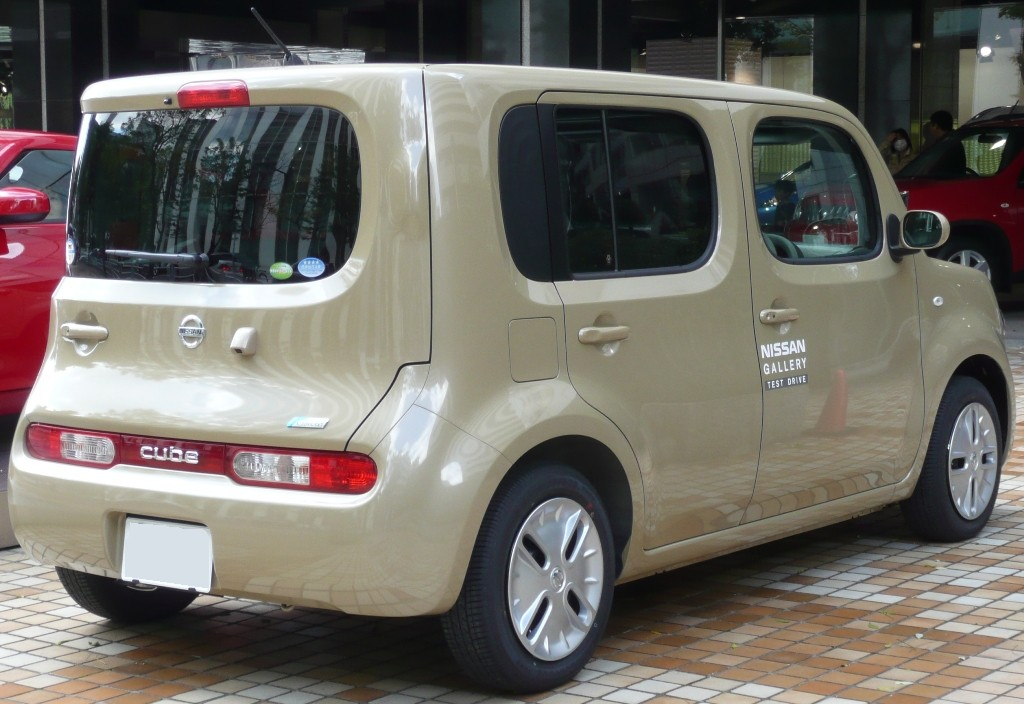
Nissan Cube, troisième génération

La troisième génération de la Cube a été dévoilée le 21 novembre 2008, lors de l'ouverture du Salon de l’auto de Los Angeles. Pour la première fois, cette Nissan a été étudiée pour être vendue également en dehors de son pays d'origine. Elle dispose donc de versions avec volant à gauche et, pour l'Europe, dispose également d'un diesel.
Sa carrière a débuté, sans grand éclat, dès la fin 2008 au Japon, puis en mai 2009 aux États-Unis. Elle n'apparaît en Europe qu'à partir de janvier 2010, avec le moteur essence 1.6 de la Nissan Note ou avec un moteur diesel 1.5 dCi d'origine Renault.